# Ron Piché
Ronald Jacques Piché, mais conhecido como Ron Piché (Verdun, Québec, 22 de maio de 1935 - Montréal, 3 de fevereiro de 2011), foi um jogador profissional de beisebol canadense que atuou no Milwaukee Braves, California Angels e St. Louis Cardinals.
Piché foi bombeiro voluntário em Montreal e morreu de câncer em 3 de fevereiro de 2011, aos 75 anos de idade.